# Jack Harlow
Jackman Thomas Harlow (Louisville, Kentucky, EUA, 13 de março de 1998), mais conhecido como Jack Harlow, é um rapper, cantor, compositor e ator norte-americano.

## Filmografia

### Cinema
| Ano  | Título               | Papel  |
| ---- | -------------------- | ------ |
| 2023 | White Men Can't Jump | Jeremy |
| 2024 | The Instigators      | Scalvo |

### Televisão
| Ano  | Título | Papel     | Notas                |
| ---- | ------ | --------- | -------------------- |
| 2023 | Dave   | Ele mesmo | Episódio: "Met Gala" |

## Discografia
- Thats What They All Say (2020)
- Come Home the Kids Miss You (2022)
- Jackman (2023)

## Prêmios e indicações
| Ano  | Prêmio                 | Indicação       | Categoria                                           | Resultado |
| ---- | ---------------------- | --------------- | --------------------------------------------------- | --------- |
| 2021 | Grammy Award           | "Whats Poppin"  | Melhor Desempenho de Rap                            | Indicado  |
| 2021 | Billboard Music Award  | Ele mesmo       | Artista Revelação                                   | Indicado  |
| 2021 | Billboard Music Award  | "Whats Poppin"  | Melhor Canção no Streaming                          | Indicado  |
| 2021 | Billboard Music Award  | "Whats Poppin"  | Melhor Colaboração (escolha dos fãs)                | Indicado  |
| 2021 | Billboard Music Award  | "Whats Poppin"  | Melhor Canção de Rap                                | Indicado  |
| 2022 | Grammy Award           | Montero         | Álbum do Ano (como artista convidado e compositor)  | Indicado  |
| 2022 | Grammy Award           | "Industry Baby" | Melhor Desempenho de Rap ou Cantado (com Lil Nas X) | Indicado  |
| 2022 | MTV Video Music Awards | "First Class"   | Música do Verão 2022                                | Venceu    |
| 2022 | MTV Video Music Awards | "Industry Baby" | Melhor Colaboração                                  | Venceu    |
| 2022 | MTV Video Music Awards | "Industry Baby" | Melhor Direção Artística                            | Venceu    |
| 2022 | MTV Video Music Awards | "Industry Baby" | Melhores Efeitos Visuais                            | Venceu    |